# Südamerikaspiele 2010/Teilnehmer (Uruguay)
| Gelbes Symbol für Goldmedaillen mit stilisierten Olympischen Ringen | Graues Symbol für Silbermedaillen mit stilisierten Olympischen Ringen | Braundes Symbol für Bronzemedaillen mit stilisierten Olympischen Ringen |
| ------------------------------------------------------------------- | --------------------------------------------------------------------- | ----------------------------------------------------------------------- |
| 4                                                                   | 9                                                                     | 13                                                                      |

Uruguay nahm an den IX. Südamerikaspielen 2010 in Medellín, Kolumbien, mit einer Delegation von 146 Sportlern teil. 
Die uruguayischen Sportler gewannen im Verlauf der Spiele insgesamt 13 Medaillen, davon 1 Goldene, 8 Silberne sowie 4 Bronzene.

## Teilnehmer nach Sportarten

### Basketball
- Gastón Romero
- Matías Guerra
- Luciano Parodi
- Nicolás Brause
- Juan Pablo Alvarez
- Andrés Aristimuño
- Alex Alvarez
- Alex López
- Mathías Calfani
- Leonardo Lotitto
- Martín Penna
- Damián Blazina

### Beachvolleyball
- Karina Cardozo
- Guillermo Williman
- Lucía Guigou
- Renzo Cairús

### Bogenschießen
- Juan Tomasini

### Boxen
- Oscar Guedes

### Eislauf
- Deboracht Mourglia
- Ma. Carolina Robaina
- Lucía Rivas
- Marcia Cabral

### Fechten
- Carolina González
- Carlos Pellejero
- Yesica López
- Ramón Román
- José Culasso
- Diego Silvera

### Futsal
- Juan Pablo Montans
- Sebastián Castro
- Pablo Ferragut
- Santiago Blankleider
- Richard Catardo
- Jorge Rodríguez
- Juan Ignacio Custodio
- Ignacio Buggiano
- Pablo Lanza
- Raúl Arieta
- Damián Baptista
- Ignacio Salgues

### Gewichtheben
- Mauricio De Marino
- Alex Alayan

### Handball

#### Frauen
- Paula Basaistegui
- Ornella Palla
- Sofía Cherone
- Eliana Pérez
- Soledad Faedo
- Fabiana Sención
- Eliana Falco
- Rossina Soca
- Alejandra Ferrari
- Noelia Artigas
- Mariana Freitas
- Ma. Alejandra Sención
- Paula Fynn
- Macarena Trucco
- Ma. Luciana Moreira
- Mariel Pérez

#### Männer
- Diego Arca
- Cristhian Van Rompaey
- Juan Manuel Benítez
- Hermann Wenzel
- Rodrigo Bernal
- Sebastián Iglesias
- Nicolás Fabra
- Pablo Caro
- Javier Fradiletti
- Alejandro Lasa
- Gonzalo Gamba
- Jonathan Ansolabehere
- Pablo Marrochi
- Nicolás Orlando
- Gabriel Spangenberg
- Maximiliano Malfatti

### Judo
- Irene Figoli
- Guillermo Bouza
- Pablo Azzi-Almeida
- Juan Romero

### Kanu
- Marcelo D’Ambrosio
- José Matías Silva
- Marín Pérez
- Gonzalo Calandria

### Karate
- Nicolás Laurino
- Pino Píriz
- Pablo Layerla
- Manuel Leonardo Costa

### Leichtathletik
- Déborah Rodríguez
- Emiliano Lasa
- Michel Mary
- Eduardo Gregorio

### Radsport
- Milton Wynants
- Edgar Palma
- Gabriel Aguiar

### Reiten
- Carlos Cola

### Ringen
- Daniel Uthurburu

### Rudern
- Diego Perini
- Jhonatan Esquivel
- Rodolfo Collazo
- Pablo Anchieri
- Emiliano Dumestre
- Santiago Menese

### Schießen
- Diana Cabrera
- Carolina Lozado

### Schwimmen
- Martín Kutscher
- Antonella Scanavino
- Rodrigo Cáceres
- Ma. Valentina Sánchez
- Nicolás Francia
- Raissa Guerra
- Martín Melconián
- Inés Remersaro
- Joel Romeu

### Segeln
- Alessandra Bugge
- Ma. Emilia Tato
- Alejandro Foglia
- Federico Waksman
- Andrea Foglia
- Federico Yandián
- Paolo Sassi

### Squash
- Jean Paul Bragard

### Synchronschwimmen
- Sofía Orihuela
- Florencia Rodrigo

### Taekwondo
- Héctor Amaro
- Joaquín De Armas
- Mayko Votta

### Tennis
- Martín Cuevas
- Rodrigo Senattore
- Carla Sansonetti

### Tischtennis
- Damián Moleda
- Ernesto Lorenzotti
- Mateo Weitzner

### Triathlon
- Virginia López
- Diego Alvez

### Turnen
- Deborah Reis
- Luis Scilingue

### Volleyball
- Florencia Aguirre
- Silvana Gilardoni
- Ma. Victoria Aguirre
- Lucía Egues
- Paula Levrini
- Ma. Eugenia Ayzaguer
- Clarissa Acosta
- Sabrina Olave
- Gabriela Greising
- Florencia Fontes
- Cynthia Schneider